# Robert Morrison
Robert Morrison (5. ledna 1782 v Bullers Green – 1. srpna 1834 v Kantonu) byl prvním protestantským misionářem v Číně.
V Číně působil od roku 1807 do své smrti; svou misijní činnost přerušil v letech 1824–1826, kdy se vrátil do Velké Británie. Během svého života pokřtil pouze 10 Číňanů. Přeložil však do čínštiny celou Bibli a vydal gramatiku a slovník čínského jazyka. Tím prokázal neocenitelnou službu dalším generacím misionářů v Číně.

## Epitaf

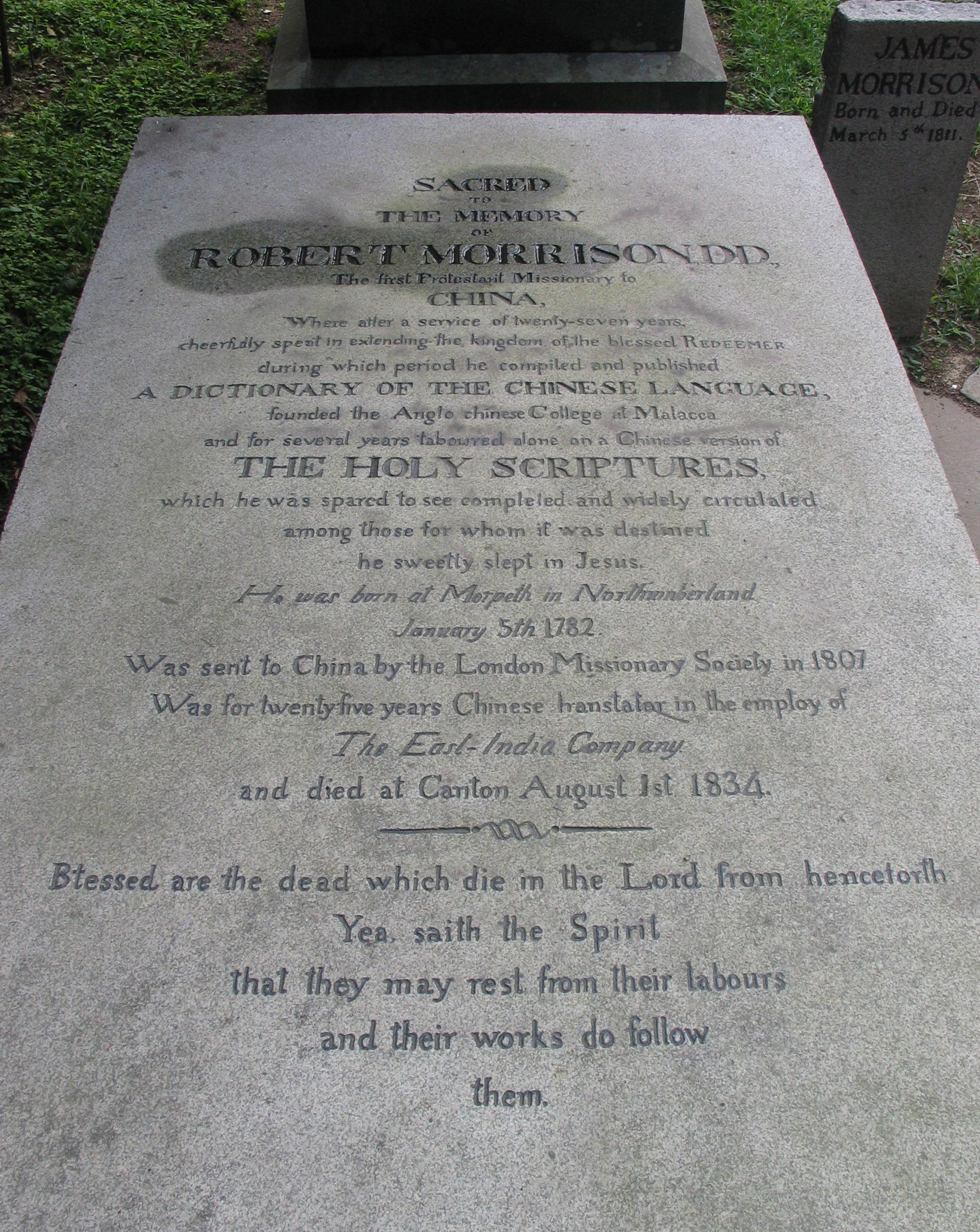
Náhrobek

Morrison je pohřben na protestantském hřbitově v Macau. Na náhrobku je nápis:
| „ | Sacred to the memory of Robert Morrison DD., The first protestant missionary to China, Where after a service of twenty-seven years, cheerfully spent in extending the kingdom of the blessed Redeemer during which period he compiled and published a dictionary of the Chinese language, founded the Anglo Chinese College at Malacca and for several years laboured alone on a Chinese version of The Holy Scriptures, which he was spared to see complete and widely circulated among those for whom it was destined, he sweetly slept in Jesus. He was born at Morpeth in Northumberland 5 January 1782 Was sent to China by the London Missionary Society in 1807 Was for twenty five years Chinese translator in the employ of The East India Company and died in Canton 1 August 1834. Blessed are the dead which die in the Lord from henceforth Yea saith the Spirit that they may rest from their labours, and their works do follow them | “ |